# Pour une littérature-monde

Pour une littérature-monde est un ouvrage polémique défendant le concept de littérature-monde publié en mai 2007 chez Gallimard par Michel Le Bris et Jean Rouaud, faisant suite au manifeste intitulé Pour une littérature-monde en français paru dans le journal Le Monde le 15 mars 2007 et signé par 44 écrivains de langue française.